# كين جامه
كين جامه (بالإنجليزية: Ken Jammeh)‏ هو لاعب كرة قدم غامبي في مركز الوسط، ولد في 18 نوفمبر 1987 في غامبيا. شارك مع منتخب غامبيا لكرة القدم. أما مع النوادي، فقد لعب مع FC KooTeePee ‏.

## وصلات خارجية
- كين جامه على موقع الاتحاد الدولي (مؤرشف)  (الإنجليزية)